# Juvénal (prénom et patronyme)
Pour les articles homonymes, voir Juvénal (homonymie).
Cette page présente le prénom Juvénal ainsi que ses variantes.
Cette page présente le nom de famille Juvénal ainsi que ses variantes.
Juvénal ou Juvenal est un prénom masculin et un patronyme, fêté le 12 septembre ou localement le 30 août.

## Étymologie
Le nom Juvénal vient du latin Iuuenalis, nom porté par Juvénal.

## Variantes
On trouve Jouvenel.